# Samosdelka
Samosdelka (en rus: Самосделка) és un poble de l'óblast d'Astracan, a Rússia, segons el cens del 2010 tenia 1.240 habitants.